# Música de Uruguay
Se entiende por música de Uruguay a los ritmos, composiciones e intérpretes surgidos dentro del territorio uruguayo, incluye a todas las expresiones musicales, cultas y populares, de diferentes géneros, que integran su repertorio musical. La mayor identidad local está asociada al candombe, la plena, murga, el tango, el canto popular uruguayo, cuyas bases musicales son frecuentemente identificables en la música contemporánea uruguaya de muchos géneros populares de la actualidad como el rap uruguayo.

## Música folclórica
El origen de la música folklórica oriental posee varias raíces y, a diferencia de lo que se cree, Uruguay siempre tuvo música nativa desde los tiempos de su poblamiento criollo. La cultura gauchesca se encargó de dotar a la Banda Oriental de un cancionero rioplatense criollo desde el período colonial.
Se comparten con la región ritmos criollos tradicionales como el cielito, el estilo, el triste y la vidalita, danzas folclorizadas en campaña a partir de la contradanza europea como la media caña y el pericón y, a partir de mediados del siglo XIX se difunden nuevas danzas como el vals, el chotis, la polca y la mazurca, así como el gato,  y la huella, ritmo compartido con Argentina, así como la chamarrita, la cifra, la milonga y la habanera, también presentes en la región sur de Brasil. En el folclore rural uruguayo aparecen la polca canaria, la ranchera y la payada de contrapunto, disputa cantada en verso entre dos payadores, sobre la base melódica de la milonga o la cifra, versos escritos o improvisados que relatan sucesos o hazañas, intercalados con rasgados de guitarra.  En la segunda mitad del siglo XX pasan a ser considerados géneros locales la canción del litoral, el sobrepaso y la serranera.
Entre los músicos más representativos del folclore rural figuran Bartolomé Hidalgo, Santiago Chalar, Osiris Rodríguez Castillos, Tabaré Etcheverry, Juan José de Mello, Cacho Labandera, Anselmo Grau, Amalia de la Vega, Marcos Velásquez, Los Cantaclaro, Abel Soria, Julio Gallego, Teresita Minetti, Oscar Ramírez, Luis Arrúa, Carlos Malo, y la polkería y la Sinfónica de Tambores, entre otros.

### Canto popular
En 1949 Amalia de la Vega grabó su primer disco, comenzando la difusión de géneros locales a través del concepto de nativismo. A mediados de los años 1950, las canciones de Aníbal Sampayo describen paisajes litoraleños y las penas de sus pobladores y numerosos cantautores se enfocaban a géneros rurales, influenciados por el folclore argentino. A comienzos de la década de 1960, la influencia de la revolución cubana se hace presente en aspectos políticos y culturales de América Latina y la nueva trova cubana se ve reflejada en el canto popular uruguayo, del que surgen íconos como Rubén Lena, Los Olimareños, Daniel Viglietti, Alfredo Zitarrosa y Santiago Chalar, entre otros. Sobre 1970 aparecen Washington Carrasco, José Carbajal, Héctor Numa Moraes y Los Zucará. Durante el período de la dictadura cívico-militar en Uruguay (1973-1985), los discos fueron prohibidos y retirados del mercado, los músicos populares fueron censurados y perseguidos, varios fueron encarcelados, algunos optaron por el exilio y otros, como Carlos Benavides, Jaime Roos, Eduardo Darnauchans, Abel García, Mariana García Vigil, Leo Masliah, Fernando Cabrera y grupos como Canciones para no dormir la siesta y Rumbo, permanecieron en el país, resistiendo la censura y nucleándose en diferentes escenarios. En un momento social muy politizado, el canto popular jugó un rol destacado y el género estuvo fuertemente ligado al retorno a la democracia.
Al finalizar la dictadura, en 1985, se suman a los espectáculos los músicos que regresaban del exilio y los que salieron de prisión, a los que también se integraron agrupaciones murgueras, que comenzaron a tener participación en escenarios no carnavaleros.

### Música de pueblos originarios
El genocidio material y cultural de los habitantes originarios hizo desaparecer de forma brutal algún rastro identificable de una vertiente indígena significativa en la música uruguaya, si bien existen estudios que intentan reconstruir y recuperar sus referencias musicales.

## Fusión
El entrecruzamiento de géneros musicales define la creación musical de fines de la dictadura militar del 73. La murga, el candombe, el tango, la milonga, la serranera, el canto popular y la música culta local, se fusionan con ritmos de bossa nova, jazz, blues y rock. Eduardo Mateo, Gastón Ciarlo (Dino), Jaime Roos, Ruben Rada, Jorge Bonaldi, Leo Masliah, Luis Trochón, Fernando Cabrera, Mauricio Ubal, Estela Magnone, Jorge Galemire, Popo Romano, Gustavo Ripa, Esteban Klísich, Hugo y Osvaldo Fattoruso, entre otros, entretejen las fronteras de los ritmos musicales locales con influencias internacionales. Destacan las voces femeninas de Laura Canoura, Estela Magnone y Mariana Ingold. 
Sobre fines de la década del 60 se desarrollan géneros como el candombe beat, la murga beat, la milonga rock, el canto popular,  el tango rock y la tanguez.
En la década de 1990, aparecen las primeras grabaciones de Walter Bordoni, Gastón Rodríguez, Rossana y Claudio Taddei, Tunda Prada, Jorge Drexler, Pablo Sciuto y Martín Buscaglia, entre otros.
En la primera mitad de la década del 2000, surge el pop latino de Uruguay que fusiona géneros locales con ritmos tropicales como la cumbia, la plena, etc.
Luego a mediados de la siguiente década toma notoriedad la banda Pecho e' Fierro que fusiona rock pesado y heavy metal con música folklórica y se autodenomina como rock criollo o bien metal criollo, si bien otras bandas del mismo género ya habían experimentado esta fusión con anterioridad, como es el caso de La trampa.

## Candombe

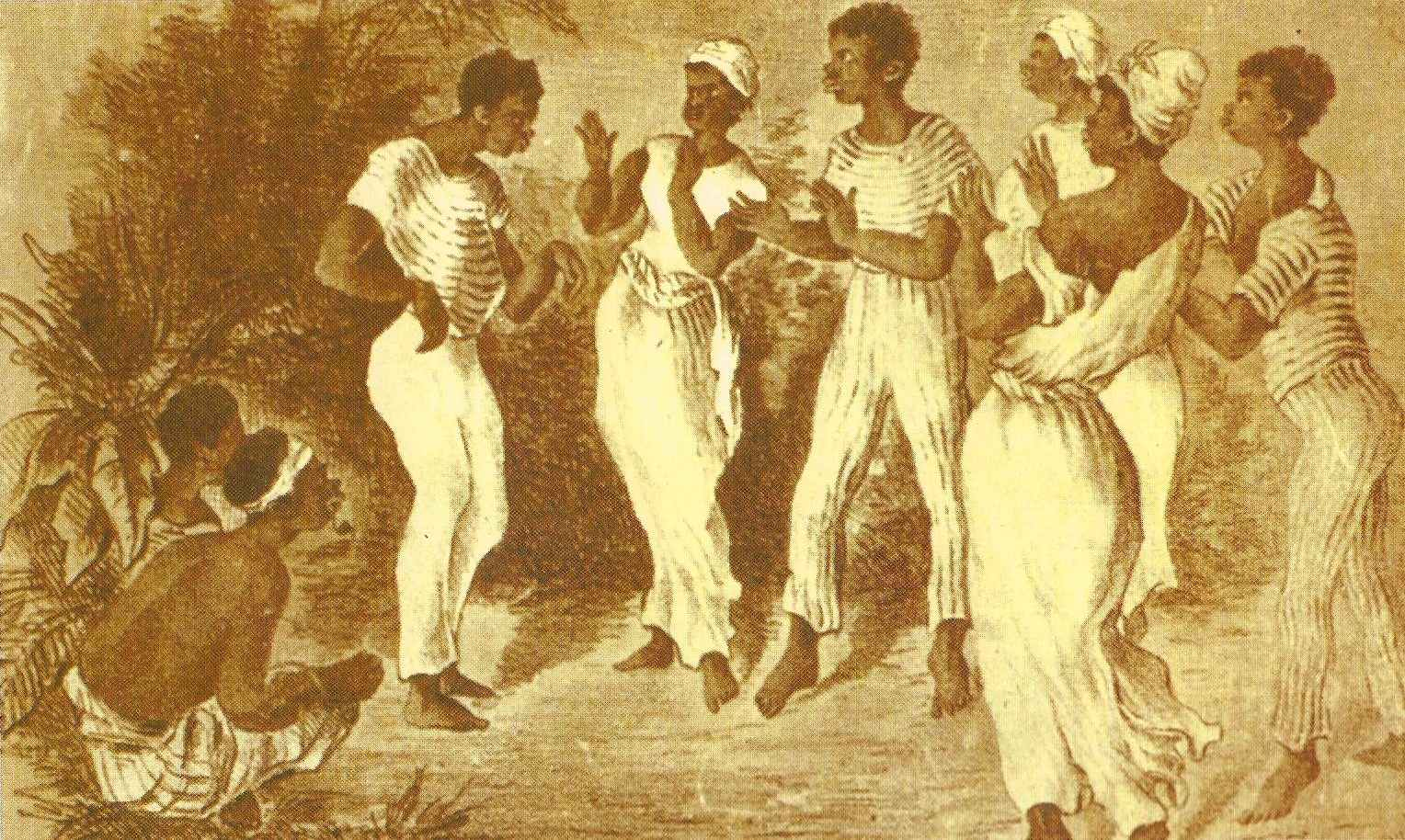
Representación del Candombe (c. 1870).

Las referencias afro (origen angoleño) se encuentran presentes en la milonga, el tango y la murga, pero fundamentalmente en el candombe, elemento clave de la construcción identitaria uruguaya. El mismo comprende tradicionalmente el ritmo de la cuerda de tambores, la danza, los personajes y la vestimenta, a lo que posteriormente se han ido sumando instrumentos, melodías, armonías y letras, componiendo canciones y piezas instrumentales y surgen también géneros derivados como el milongón. Pintín Castellanos y Alberto Mastra incorporaron ritmo de candombe a las milongas tangueras y luego se incorporó la cuerda de tambores al sonido de la orquesta típica. En 1965 surge el candombe de vanguardia con Georges Roos como promotor, del que participarán las agrupaciones de Manolo Guardia y su Combo, Hebert Escayola con Grupo del Plata y Bachicha Lencina y su conjunto, que incorporarían tambores de batería e instrumentos de viento. Y a partir de 1967 surge el candombe beat, con instrumentos eléctricos, batería y otros elementos de percusión.
Han sido difusores del género Lágrima Ríos, Jorginho Gularte, Isabel Ramírez, La Calenda Beat, Bantú y Rey Tambor, entre muchos otros.
El candombe fue declarado Patrimonio Cultural Inmaterial de la Humanidad por la UNESCO en 2009.

## Murga
Las murgas del Uruguay surgen en los escenarios del carnaval y tienen un formato similar a las murgas españolas de Tenerife, Islas Canarias y de Las Palmas, combinan en sus canciones temas de humor y protesta, con una estructurada puesta en escena, vestuario y maquillaje. Entre 1910 y 1930 tuvieron protagonismo las troupes, agrupaciones teatrales estudiantiles, que interpretaban canciones corales, como la Troupe ateniense y la Medicine's Bolshevikis Troupe. 
La murga uruguaya está compuesta por 17 integrantes en escena, el coro se divide en cuerdas de acuerdo al registro vocal y sus ritmos tradicionales son la marcha camión, el candombeado, y también adaptaciones de otros ritmos como la plena puertorriqueña, marcha y malambo.
Son numerosas las agrupaciones murgueras que destacan año a año en sus presentaciones: Araca la Cana, Contrafarsa, Falta y Resto, La Trasnochada, Curtidores de hongos, Agarrate Catalina, Asaltantes con Patente, La Mojigata y muchas otras. El género ha trascendido el escenario de carnaval, teniendo numerosas participaciones en la música uruguaya de diversos géneros.
A pesar de que murgas hay en varios países del mundo, la murga Uruguaya se diferencia mucho del resto, por ser cantada al ritmo de "La Marcha Camion" un ritmo murguero característico de la murga Uruguaya y que nació en el Uruguay

## Tango
El tango es una expresión musical netamente urbana, surgida a finales del siglo XIX en los arrabales de Montevideo y Buenos Aires. El género abarca la música, la canción y el baile, y representa una de las manifestaciones culturales más originales y genuinas del Río de la Plata. En sus comienzos era interpretado solamente con flauta, guitarra y violín. La introducción del bandoneón no tuvo lugar sino hasta principios del siglo XX, con la aparición del "sexteto" o la "orquesta típica", compuesta por piano, dos bandoneones, dos violines y contrabajo; la canción apareció entre 1910 y 1920.
En 1916, Gerardo Matos Rodríguez escribió La cumparsita, tema que se sería declarado “Himno popular y cultural del Uruguay” por el Parlamento uruguayo en 1997.
En Montevideo el auge del tango se vivió entre 1930 y 1960, donde destacaron intérpretes y compositores como Gerardo Matos Rodríguez, Pintín Castellanos, José Razzano, José María Aguilar, Julio Sosa, Nina Miranda y Francisco Canaro, entre otros, y directores de orquesta como Francisco Canaro, César Zagnoli y Donato Racciatti
En 1954, concebida por Horacio Ferrer, Jorge Seijo y Rodolfo Rodríguez Lourido, surge el Club de la Guardia Nueva, que desarrolló durante 20 años una fecunda labor de difusión y valoración del tango. A mediados de la década de 1970 las orquestas de tango ya no estaban presentes en los bailes masivos, pero igualmente mantuvieron su actividad, como la de Donato Racciatti, Jorge Cirino, Miguel Villasboas, Manolo Guardia, entre otras. Con destaque de intérpretes como Agustín Carlevaro y cantantes como Olga Delgrossi, Elsa Morán, Ernesto Restano, Nancy De Vita, Lágrima Ríos, Alberto Rivero y, posteriormente, Gustavo Nocetti. Pero el género no ha perdido vigencia, actualmente se destacan Malena Muyala, Mónica Navarro, Valeria Lima, Francisco Falco, Tabaré Leyton, Cuarteto Ricacosa, Caníbal Troilo, Francis Andreu y Maia Castro, entre otros artistas uruguayos.
El tango fue declarado Patrimonio Cultural Inmaterial de la Humanidad por la UNESCO en 2009.

## Rock
En la década de 1950 la influencia del jazz se hace presente en el Hot Club Montevideo y pronto llega el rock and roll. En 1962 surgen Los Blue Kings en Paysandú, para luego convertirse en Los Iracundos. Los Shakers realizan covers de Los Beatles y canciones propias en inglés, así como Los Mockers, inspirados por Los Rolling Stones, imitando los estilos de las bandas británicas. A finales de la década de 1960 es el momento de auge de los grupos beat, Los Delfines, Sexteto Electrónico Moderno, The Killers y Cold Coffee, entre otros, animan los eventos bailables. Es entre 1971 y 1974 que el rock uruguayo se aleja de la estética beat y aparecen agrupaciones de perfil netamente roquero como Génesis, Psiglo, Opus Alfa y Días de Blues. En 1967 El Kinto Conjunto, grupo donde tocaba Chichito Cabral, legendario músico uruguayo y padre del rapero y graffitero Plef sienta las bases del candombe-beat, ritmo que continuarían desarrollando agrupaciones como Totem, Opa, Sindykato, Montevideo Blues y Cantaclaro. Destacan en este género Ruben Rada, Jaime Roos, Urbano Moraes, Jorge Schellemberg, Mario "Chichito" Cabral y Eduardo Mateo, entre otros.
En 1983 se presentaron por primera vez Los Estómagos en El Templo del Gato, el hecho es considerado como uno de los momentos fundacionales del rock nacional. Pronto se sumarían Los Traidores, Los Tontos, El Cuarteto de Nos, ADN, La Tabaré Riverock Banda, La Chancha Francisca, Insurrección, Guerrilla Urbana y El Peyote Asesino. A finales de los años 1980, tras la separación de Los Estómagos surge Buitres después de la una y a mediados de los 90 aparecen La Abuela Coca, La Vela Puerca y No te va gustar.Entre tanto, en 1987 se crea RRRRRRR, banda pionera de gothrock y el post-punk en Uruguay.
Y luego aparecen bandas, de diferentes subgéneros, como Sordromo, Hereford, ReyToro, Once Tiros, Trotsky Vengarán, La Teja Pride, Buenos Muchachos, Cuatro Pesos de Propina, La Trampa, La Foca, Guatusi, entre muchas otras.

## Música electrónica
La música electrónica y diversas experimentaciones compositivas a través de instrumentos electrónicos y tecnología también tiene protagonismo en el país. Desde el éxito internacional de las versiones tangueras de Bajofondo hasta los espectáculos de luz y sonido en clave new age de Emil Montgomery, son muchas y variadas las expresiones musicales que se valen de mezclas y sonidos digitalizados, así como el destaque de numerosos DJ's que trabajan sobre creaciones musicales ya existentes. Destacan en la escena Antonio Mastrogiovanni, Eduardo Kusnir, Marcelo Castelli, Dj PP,Gustavo Brabetti, Rolo Cieri, entre muchos otros.,

## Música tropical
A partir de 1970 la influencia musical cubana y puertorriqueña trajo la aparición de orquestas tropicales como Cubanación, Grupo Latino, Sonora Cienfuegos, Sonora Borinquen, Combo Camagüey, Maracaibo, El Cubano de América, Conjunto Casino, Antillano, entre otras. Estas orquestas si bien fusionaban una multiplicidad de ritmos tropicales como la bomba, el son, la guaracha, el bolero entre otros, tenían un fuerte arraigo en la plena cuya identidad fue adaptándose con los años a la idiosincrasia uruguaya tanto al ejecutarse como en la forma de bailarse. Estas bandas generalmente estaban integradas, además de los solistas, por tecladista, bajista, timbalero, tumbador y un brass de tres trompetas o dos trompetas y un trombón.
Se conformaron también agrupaciones sin instrumentos de viento como Sonido Cotopaxi o Grupo Electrónico Keguay llamadas usualmente charangas, cuya popularidad tuvo más impacto en el interior del país y su repertorio incluía mayormente cumbias. 
En 1987 se forma la Sonora Palacio y en 1989 Eduardo Ribero funda Karibe con K, agrupaciones que darán un giro al género tropical en el país, influenciados internacionalmente por la llamada salsa (género musical) erótica. Con el advenimiento de ritmos como la guaracha y la plena danza, y con un énfasis en las letras sensuales, se incorpora a los espectáculos vestuario más llamativo y coreografías con influencias carnavalescas.
En 1996, con Los Fatales, comienza el auge del pop latino, que incluye coreografías y letras humorísticas. La fusión también se encuentra presente en este género, que incluye pasajes vinculados al candombe y la murga, influencias presentes en agrupaciones como L’Autentika, Monterrojo y Nietos del futuro, a los que se suman Chocolate Latino, Los Morochos, Chikano, Bola 8 y La Furia. En el interior del país, son populares las charangas como Mogambo, Los Elegidos y Kabanda (de Artigas), Sonido Caracol (de Durazno) y Calipso (de Florida), entre muchas otras.
Pasado este auge, y moda que tuvo como protagonista al pop latino y la influencia ritmos exportados como la cumbia villera que se escucho mucho, el cuarteto (género musical), o el reguetón, vuelve a reafirmarse y a surgir el género plenero como el más convocante y a las bandas tradicionales se suman otras que mantienen esta herencia tales como Sonora Cumanacao, o KGB, y muchos cantantes que tras el pasaje por estas bandas emprenden su carrera como solistas.

## Rap/Hip Hop Uruguayo
Iniciándose tímidamente en los 80, el hip hop uruguayo tomó forma en los 90 con grupos como Fun You Stupid! y Víctimas Del Sistema. En los 2000s, destacaron artistas como Jazzy Mel y grupos como Sudacas en Guerra, Magia Negra Squad y Latejapride. A pesar de los desafíos que ha enfrentado la comunidad del hip hop en Uruguay, uno de los momentos más impactantes fue el asesinato del rapero y graffitero Felipe "Plef" Cabral en 2019. Su muerte dejó una marca imborrable en la escena, y con el paso del tiempo, su figura ha crecido hasta convertirse en una leyenda del rap uruguayo. Plef, además de ser uno de los fundadores de Magia Negra Squad, representó la esencia más cruda del hip hop, utilizando su arte como una forma de resistencia y denuncia social. Su legado sigue vivo a través de su música, los murales que dejó en Montevideo y el reconocimiento anual que la comunidad le rinde, recordándolo como un símbolo de lucha y creatividad.https://ladiaria.com.uy/cultura/articulo/2025/2/cronicas-desde-cordon-norte-y-la-inspiracion-de-plef-magia-negra-squad-lanzo-resistencia-revolucionaria/?fbclid=IwY2xjawIaRoJleHRuA2FlbQIxMQABHdDrlFsFMLfvKiExx-EjAwhLyElibIkxltUBL78ZS-3X9opoGwJWR01e1g_aem_ed La participación de Franco Ghetti en la Batalla de Gallos en 2019 marcó un hito, llevando al hip hop uruguayo al escenario internacional. Estos desarrollos reflejan la identidad única de Uruguay, contribuyendo significativamente a su rica cultura musical.

## Compositores
Los primeros compositores uruguayos aparecen en la primera mitad del siglo XIX, en un contexto favorecido por la inmigración europea. Predomina la música de salón y poco a poco van apareciendo compositores locales como Tomás Giribaldi, León Ribeiro y Luis Sambucetti. En composiciones con carácter identitario destaca Eduardo Fabini, que compone obras de cámara y sinfónicas con estructuras arriesgadas y gran manejo de los recursos orquestales, así como Alfonso Broqua, Carmen Barradas y Luis Cluzeau Mortet. 
A mediados del siglo XX, Jaurés Lamarque Pons explora las vertientes relacionadas con el tango, el candombe y la milonga. Otros compositores destacados de la misma generación son Héctor Tosar, Luis Campodónico, Abel Carlevaro, Diego Legrand, Ricardo Storm y León Biriotti. Se define una nueva etapa generacional con los compositores nacidos entre mediados de la década de 1930 y 1940, que incluye a Eduardo Gilardoni, Renée Pietrafesa Bonnet, Ariel Martínez, Coriún Aharonián, Beatriz Lockhart, Conrado Silva y Carlos Pellegrini. La creación musical ofrece un amplio abanico de lenguajes y creaciones estilísticas con predominio de la música instrumental de cámara y, más recientemente, música electroacústica.

## Ópera
Los uruguayos Carlos Ventre, José Luis Pomi, Nelly Pacheco, Erwin Schrott, María José Siri, Darío Solari, Marcelo Guzzo, Edgardo Rocha, Leandro Marziotte, Luz del Alba Rubio, María Antúnez y Martín Nusspaumer entre otros se destacan en la escena lírica internacional.